# Johann Eduard Wolff

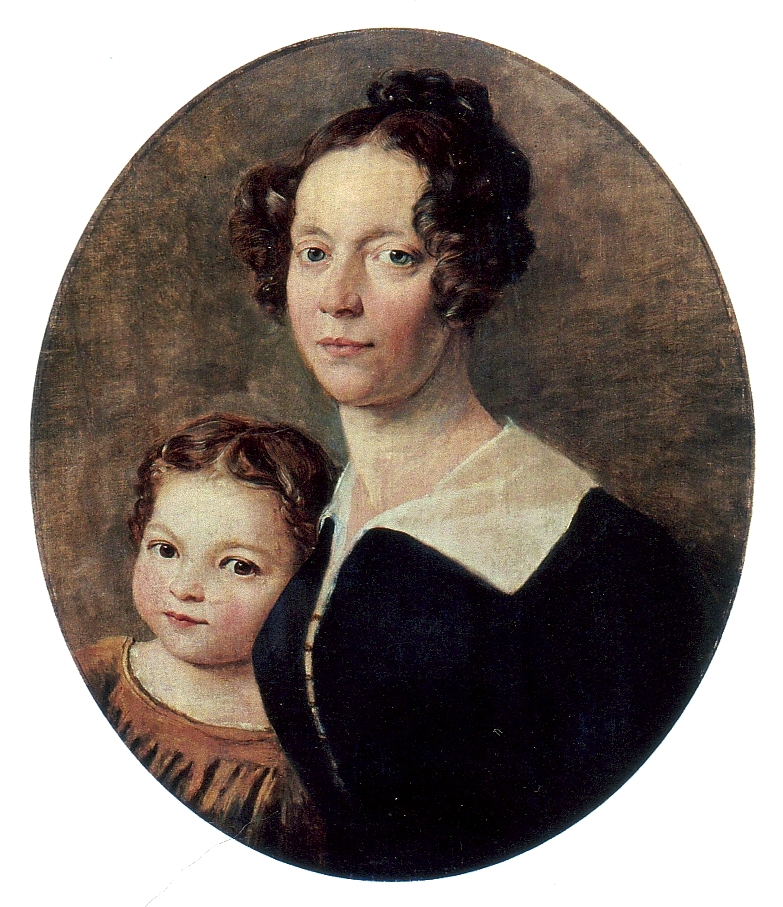
Susanne Schinkel mit Tochter Elisabeth

Johann Eduard Wolff (* 1786 in Königsberg; † 1868 in Berlin) war ein deutscher Historien- und Porträtmaler.

## Leben
Ab 1800 war Wolff Schüler an der Königlichen Akademie der Bildenden Künste und Mechanischen Wissenschaften zu Berlin, 1804 erfolgte die Teilnahme an der Berliner Akademie-Ausstellung. 1805–1816 war er als Schüler in den Lehrateliers von Jacques-Louis David und Antoine-Jean Gros in Paris. Weiterhin studierte er an der École des beaux-arts. 1816 kehrte er nach Berlin zurück, wo er ab 1819 Mitglied der Königlich Preußischen Akademie der Künste war. Von 1816 bis 1848 nahm er regelmäßig an der Berliner Akademie-Ausstellung teil. Ab 1838 war Wolff Zeichenlehrer an der Königlich Preußischen Akademie der Künste, 1841 erfolgte die Ernennung zum Professor.

## Werke
- Le jeune Tobie rendant la vue à son père. (Verbleib unbekannt)
- Portrait d’homme. (Verbleib unbekannt)
- Un portrait. (Verbleib unbekannt)
- Porträt Marcus Warschauer. um 1820, Kunstforum Ostdeutsche Galerie in Regensburg